# Světec
Světec (en allemand : Schwaz) est une commune du district de Teplice, dans la région d'Ústí nad Labem, en Tchéquie. Sa population s'élevait à 1 026 habitants en 2021.

## Géographie
Světec se trouve à 8 km au sud de Teplice, à 20 km au sud-ouest d'Ústí nad Labem et à 72 km au nord-ouest de Prague.
La commune est limitée par Hostomice et Ohníč au nord, par Bžany et Kostomlaty pod Milešovkou à l'est, par Třebívlice au sud-est, par Hrobčice au sud, par Bílina au sud-ouest et par Ledvice au nord-ouest.

## Histoire
La première mention écrite de la localité date de 1209.

## Patrimoine

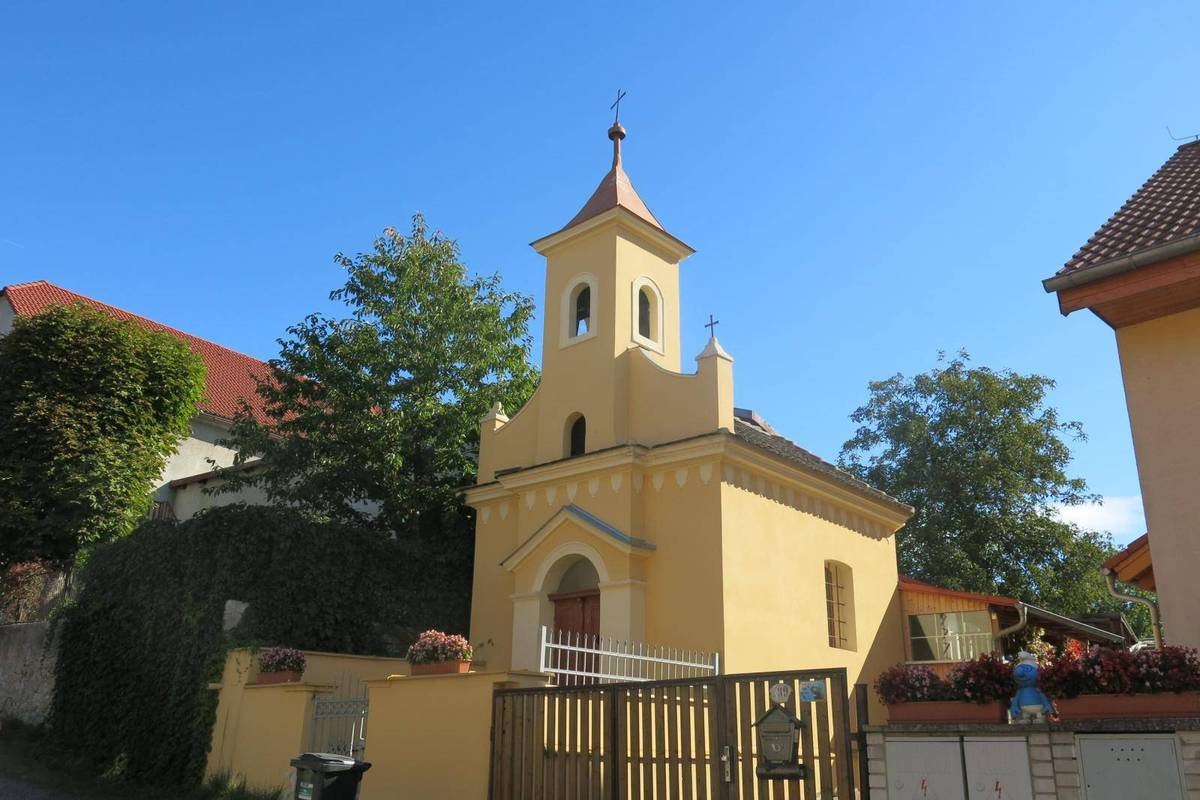
Chapelle à Štrbicích.
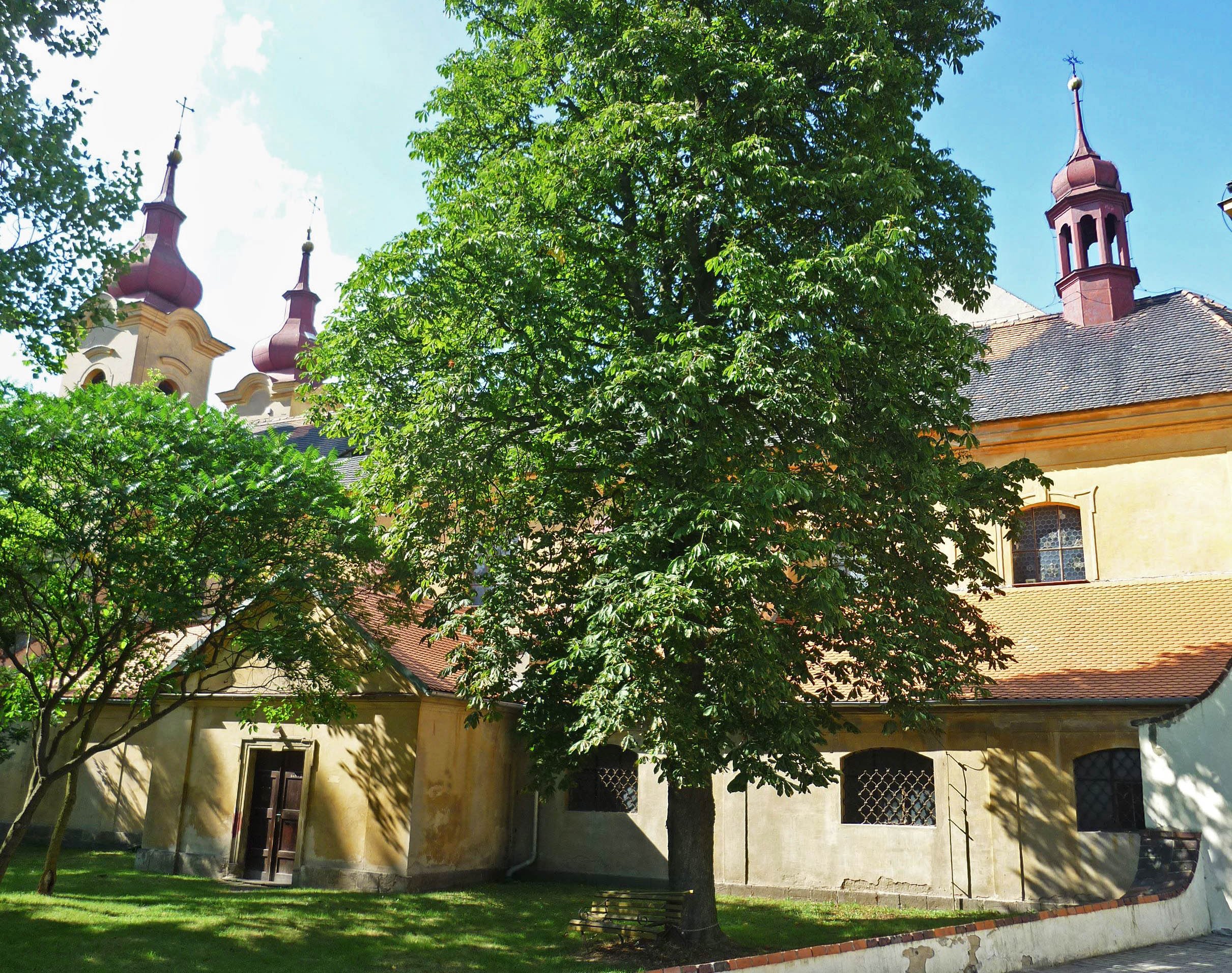
Église de Světec.

## Administration
La commune se compose de quatre quartiers :
- Světec
- Chotějovice
- Štrbice
- Úpoř

## Transports
Par la route, Světec se trouve à 3,5 km de Ledvice, à 11,5 km de Teplice, à 31 km d'Ústí nad Labem et à 84 km de Prague.

## Personnalité
- Vojtěch Preissig (1873-1944), graveur, illustrateur et résistant